# Cephalomappa beccariana
Cephalomappa beccariana är en törelväxtart som beskrevs av Henri Ernest Baillon. Cephalomappa beccariana ingår i släktet Cephalomappa och familjen törelväxter.

## Underarter
Arten delas in i följande underarter:
- C. b. beccariana
- C. b. havilandii
- C. b. hosei
- C. b. tenuifolia